# Calycera calcitrapa
Calycera calcitrapa är en calyceraväxtart som beskrevs av August Heinrich Rudolf Grisebach. Calycera calcitrapa ingår i släktet Calycera och familjen calyceraväxter. Inga underarter finns listade i Catalogue of Life.